# Lotfia Elnadi
Lotfia Elnadi (arabiska: لطفية النادي), född 29 oktober 1907 i Kairo, Egypten, död 2002 i Kairo, var en egyptisk pilot. Hon var den första egyptiska kvinnan såväl som den första kvinnan från arabvärlden som fick en pilotlicens.

## Biografi
Lotfia Elnadi föddes i en överklassfamilj i Kairo. Efter avslutad grundskoleutbildning förväntades det att hon skulle gifta sig och bli hemmafru och mamma. Hennes far, som arbetade på det statliga tryckeriet, Matbaa Amiriya, såg ingen anledning för Elnadi att gå på gymnasiet. Hennes mamma uppmuntrade henne däremot att gå på American College med dess moderna läroplan och fokus som språkskola.
Elnadi läste en artikel om en flygskola som just hade öppnat i Kairo och bestämde sig för att börja en utbildning där, trots sin fars invändningar. Först kontaktade hon en journalist för att hjälpa henne att komma in, men när han vägrade gick hon direkt till EgyptAir-direktören Kamal Elwi och bad om hjälp. Han såg potentialen för publicitet och gick med på att hjälpa till. Eftersom Elnadi inte hade något sätt att betala för flyglektionerna, arbetade hon som sekreterare och telefonoperatör för flygskolan i utbyte mot sin undervisning.

## Flygkarriär
Elnadi berättade för sin far att hon deltog i en studiegrupp varannan vecka, men tog istället flyglektioner tillsammans med 33 andra, manliga studiekamrater. När Elnadi fick sin pilotlicens den 27 september 1933 blev hon den första afrikanska såväl som arabiska kvinnliga piloten i världen efter bara 67 dagars utbildning. Först blev hennes far arg, men när han såg den gynnsamma pressen som Elnadi fick, försvann hans upprördhet och han gick med på att låta henne att ta honom med på en flygning över pyramiderna. Hennes prestation gav rubriker över hela världen.

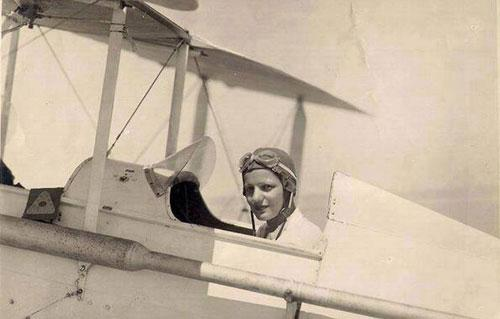
Lotfia Elnadi in a plane, 1933.

Den 19 december 1933 flög Elnadi i den internationella tävlingen mellan Kairo och Alexandria. I hastigheter på i genomsnitt 100 miles per timme styrde hon sitt enmotoriga plan över mållinjen före någon av konkurrenterna. Hon fick ett pris på 200 egyptiska pund och gratulation av kung Fuad för sin prestation. Huda Sha'arawi, en feministisk ledare, skickade också hälsningar för den inspiration Elnadi gav och höll sedan en insamlingskampanj för att köpa Elnadi ett eget flygplan. Elnadi arbetade som generalsekreterare för den egyptiska flygklubben och flög i ungefär fem år innan hon skadade ryggraden i en olycka.

## Senare i livet
Efter flygolyckan fick Elnadi medicinsk behandling i Schweiz och stannade där i många år. År 1989 blev hon inbjuden till Kairo för att delta i 54-årsjubileet av civil luftfart i landet, där hon fick förtjänstorden från Egyptiska organisationen för rymdutbildning. År 1996 producerades en dokumentärfilm, Take Off From the Sand, som berättade hennes historia. I 80-årsåldern flyttade hon till Toronto, Kanada, för att bo hos sin brorson och hans familj i flera år innan hon återvände till Kairo i slutet av 1990-talet. Hon gifte sig aldrig och dog i Kairo 2002.